# Camp Fear
Camp Fear (também conhecido como The Millenium Countdown, no Brasil: Acampamento do Medo) é um filme de terror de 1991, estrelado por Betsy Russell e Vincent Van Patten.

## Sinopse
Quatro garotas de uma irmandade vão acampar com um de seus professores, no lugar de viajar com colegas para Palm Springs. Entretanto, tudo vai mal quando eles são capturados por druidas que vê nas garotas o que ele precisa para prevenir que o apocalipse aconteça na aurora do novo milênio.

## Elenco
- George "Buck" Flower	 ... 	Hobo
- Betsy Russell	 ... 	Jamie
- Peggy Sands	... 	Tiffany
- Shannon Wilsey
- Michelle Bauer
- Vincent Van Patten
- Atticus Der Witchell